# Biermann Károly Sámuel
Biermann Károly Sámuel (Pozsony, 1769. február 22. – Modor, 1835. április 28.) evangélikus lelkész.

## Élete
Biermann János Károly molnár mester és Strecskó Mária Zsuzsánna fia. Gyermeküket tudományos pályára szánták, ebben a szellemben nevelték. Megtanulta a szlovák nyelvet. A verbói lelkész, Lacsny András atyai gondviselője volt és főképpen a cseh és görög nyelvet tanította meg neki. Ezután 1788-ig újból Pozsonyban tanult Biermann, majd ezt követően Sréter János családjához került Surányba, ahol mint nevelőt alkalmazták. Miután Elkísérte a Sréter fiút Pozsonyba, majd 1790 tavaszán a jénai egyetemre iratkozott be, az élénk szellemi élet miatt két évet töltött itt. 1793-ban Göttingenben folytatta tanulmányait. Bejárta Hannovert és Braunschweigot. Jénában Griesbach és Schiller, Göttingenben Gottlieb Jakob Planck, Ludwig Timotheus Spittler, Georg Christoph Lichtenberg és Christian Gottlob Heyne tanították. Szerteágazó ismeretekre tett szert, majd visszatért hazájába. 1794. július 13-án Bécsben szentelte pappá Johann Georg Fock szuperintendens. Ezután Schladmingban (Stájerország) lelkészkedett. 1797. április 2-án került Modorba, Torkoss Mihály szuperintendens mellé. Később ő látta el a lelkészi teendőket is Torkoss lemondása után. 1803 őszétől Moson megyében szolgált, majd 1813. november 1-jén megvált hivatalától. Innét Pozsonyba hívták, egy évvel később pedig Prágába került. Itt mostohafia, Freuszmuth József az egyetemen tanított. Innen hívta meg Biermannt a pozsonyi gyülekezet: 1815. december 17-én foglalta el állását, majd betegsége miatt 1829. július 13-án lemondani kényszerült. 1835. április 28-án hunyt el.
Felesége özvegy Freuszmuthné Schulz Krisztina Albertina volt, aki Hohenlohe-Waldenburgból származott. Házasságukból nem született gyermek.

## Művei
- Predigt bei Gelegenheit der fünfzigjährigen Gedächtnissfeyer der Einweihung der evang.-deutschen Kirche in Pressburg am ersten Adventsonntage 1826 gehalten. Pozsony.
- Abschiedsrede am 27. Sept. 1829 von der evang. Gemeinde A. C. Pozsony.